# 人民参与运动

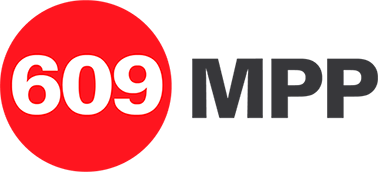
人民参与运动标志

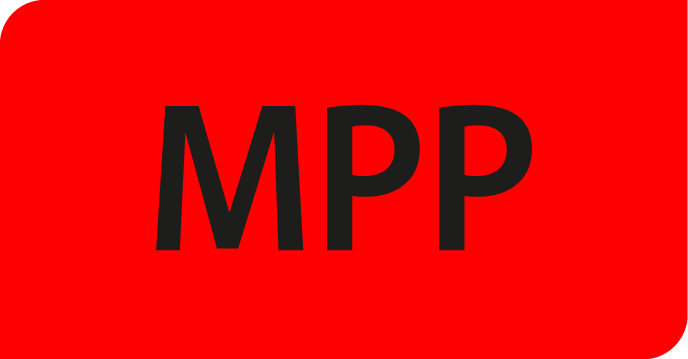
人民参与运动旗帜

人民参与运动（西班牙語：Movimiento de Participación Popular，缩写为MPP）是乌拉圭的一个左翼政党。该党成立于1989年，由民族解放运动—图帕马罗斯的前成员创建，创始人包括何塞·穆希卡。该党的意识形态是进步主义、社会民主主义、民主社会主义。该党的领袖是亚曼杜·奥尔西，主席是露西亚·托波兰斯基。该党的总部位于蒙得维的亚。该党是广泛阵线的成员党中规模和影响力最大的一个。